# Verušičky
Verušičky (německy Klein Werscheditz) jsou obec v okrese Karlovy Vary v Karlovarském kraji. Žije v ní 469 obyvatel.

## Název
Název vesnice je zdrobnělinou jména blízkých Verušic. V historických pramenech se jméno vesnice vyskytuje ve tvarech: na Věrušičkách (1572), na Werussiczkach (1589), Werussicze (1601), Verušičky (1605) nebo zu Werscheditz (1682).

## Historie
Verušičky jsou v historických záznamech uváděny poprvé roku 1556 spolu s tvrzí, sídlem Volfa Štampacha ze Štampachu. Po roce 1572 se majitelé rychle střídali, krátce vlastnili statek i Šlikové (1605–1608). Mezi další majitele patří například baroni z Breidenbachu (1758–1775) nebo hrabata z Nostic (1775–1799). Místní tvrz, uváděnou ještě v roce 1709, dali Nosticové koncem 18. století přestavět na barokní zámek. Někdy ve druhé polovině 19. století došlo k pseudogotické přestavbě tohoto objektu. Současný vzhled však získal ještě později – patrně v době, kdy statek patřil Josefu Hetzelovi z Helldorfu a jeho manželce, tedy v letech 1884–1908.[zdroj?]

## Obyvatelstvo
Při sčítání lidu v roce 1921 zde žilo 207 obyvatel (z toho 92 mužů), z nichž byli dva Čechoslováci, 201 Němců a čtyři cizinci. Všichni se hlásili k římskokatolické církvi. Podle sčítání lidu z roku 1930 měla vesnice 200 obyvatel. Všichni byli německé národnosti a římskokatolického vyznání.
|                                                                      | 1869 | 1880 | 1890 | 1900 | 1910 | 1921 | 1930 | 1950 | 1961 | 1970 | 1980 | 1991 | 2001 | 2011 | 2021 |
| -------------------------------------------------------------------- | ---- | ---- | ---- | ---- | ---- | ---- | ---- | ---- | ---- | ---- | ---- | ---- | ---- | ---- | ---- |
| Obyvatelé                                                            | 267  | 246  | 221  | 215  | 191  | 207  | 202  | 45   | 68   | 93   | 156  | 208  | 205  | 193  | 181  |
| Domy                                                                 | 33   | 37   | 38   | 38   | 38   | 38   | 40   | 33   | 45   | 17   | 15   | 28   | 31   | 30   | 32   |
| Počet domů z roku 1961 zahrnuje domy místních částí Budov a Týniště. |      |      |      |      |      |      |      |      |      |      |      |      |      |      |      |

## Obecní správa

### Části obce
- Verušičky (k. ú. Verušičky)
- Albeřice (k. ú. Albeřice u Hradiště)
- Budov (k. ú. Budov)
- Hřivínov (k. ú. Hřivínov)
- Luka (k. ú. Luka u Verušiček)
- Malý Hlavákov (k. ú. Albeřice u Hradiště)
- Týniště (k. ú. Týniště)
- Vahaneč (k. ú. Vahaneč)
- Záhoří (k. ú. Záhoří u Verušiček)

Podle záměru zmenšení vojenského újezdu Hradiště a zákona č. 15/2015 Sb. bylo od 1. ledna 2016 k obci Verušičky připojeno katastrální území Albeřice u Hradiště s osadami Albeřice a Malý Hlavákov.
V letech 1950–1959 k obci patřila i Skřipová.

### Obecní symboly
Znak a vlajka byly obci uděleny rozhodnutím předsedy Poslanecké sněmovny Parlamentu České republiky dne 22. října 2008.

## Pamětihodnosti
- Zámek Verušičky
- Kostel Nejsvětější Trojice

## Galerie

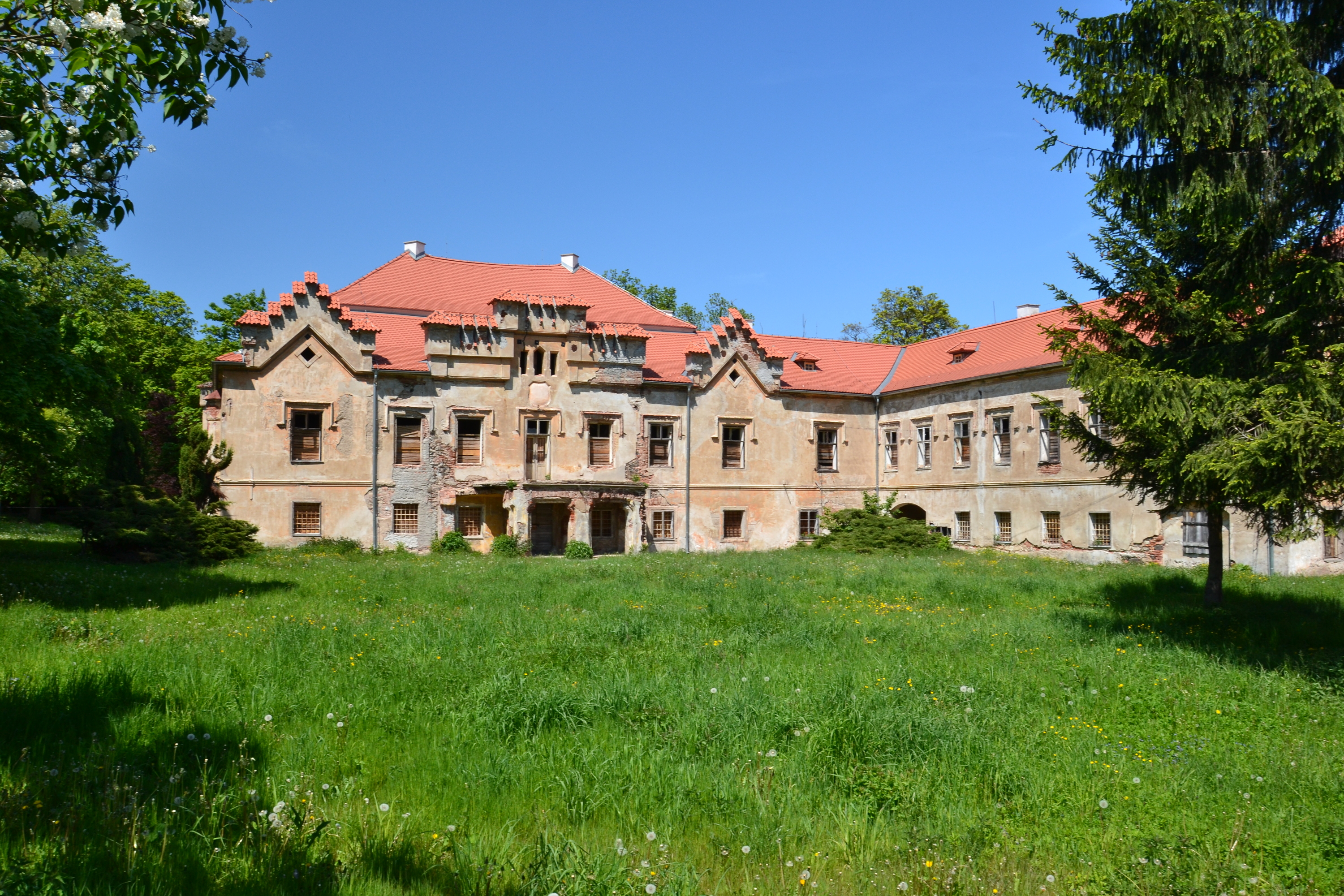
Zámek Verušičky
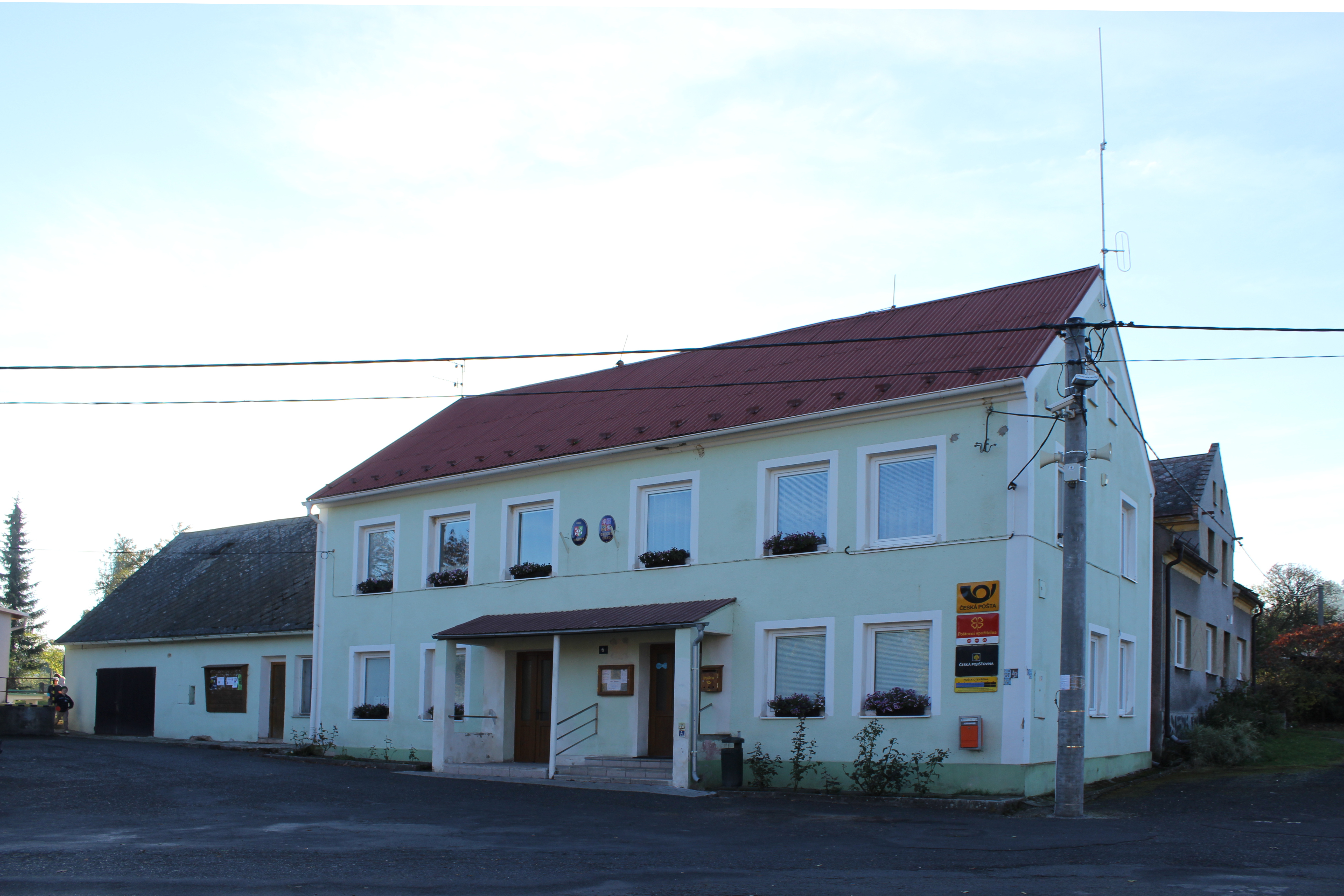
Obecní úřad
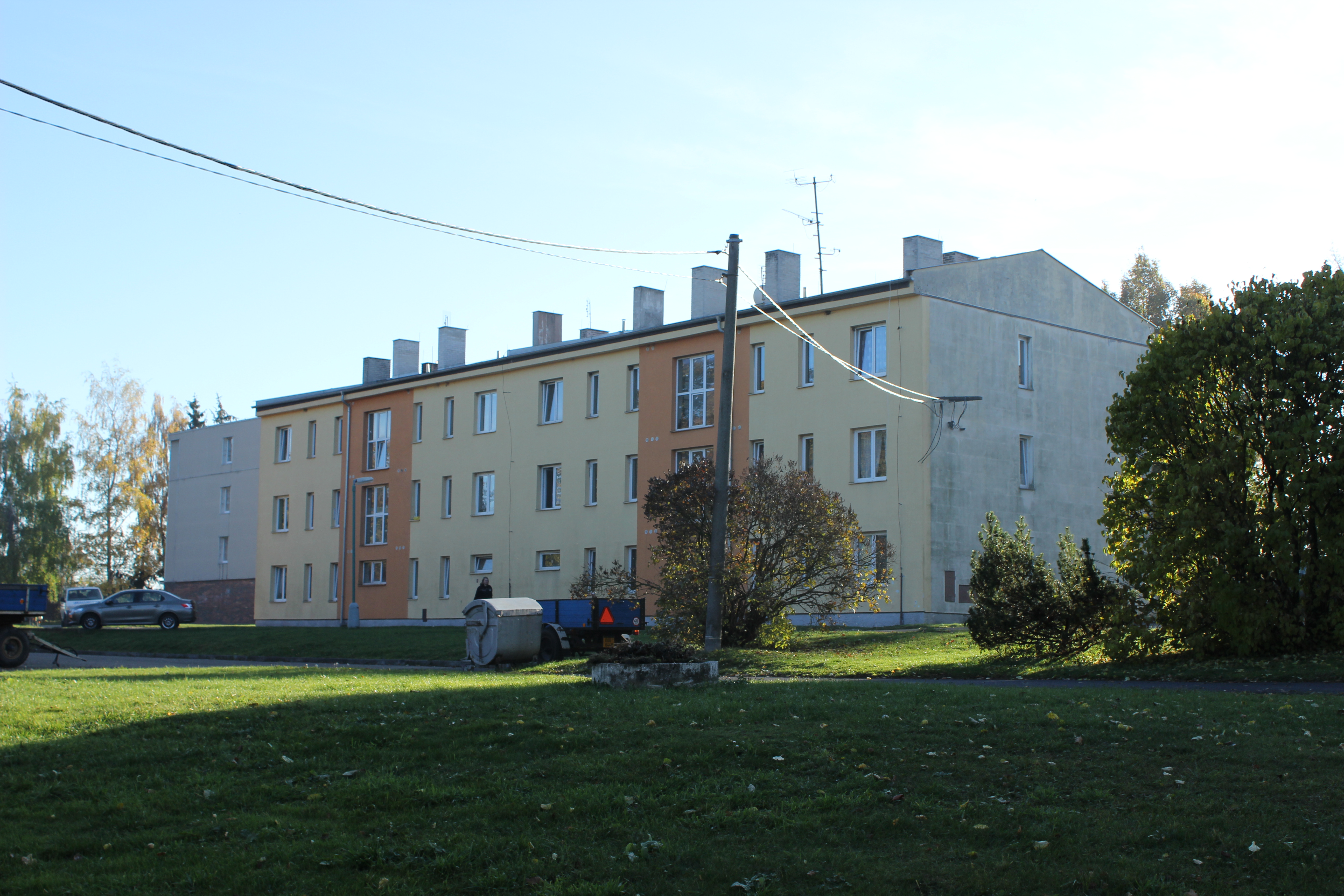
Bytový dům
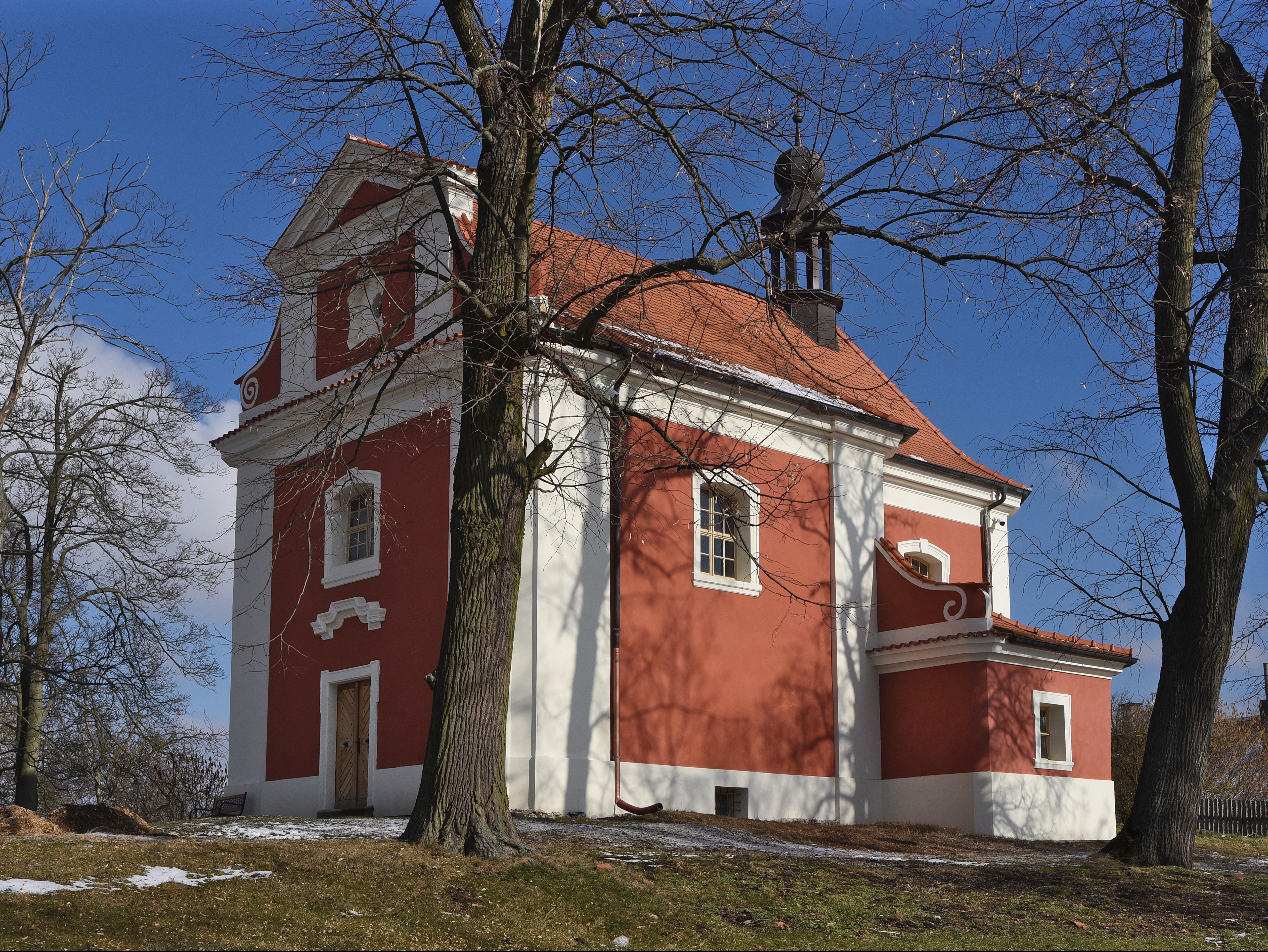
Renovovaný kostel Nejsvětější Trojice